# Får vi mötas bortom floden
Får vi mötas bortom floden är en psalmsång med text från 1858 av Horace Lorenzo Hastings och musik av Elihu S. Rice.

## Publicerad i
- Musik till Frälsningsarméns sångbok 1907 som nr 166
- Frälsningsarméns sångbok 1929 som nr 460 under rubriken "De yttersta tingen och himmelen"
- Frälsningsarméns sångbok 1968 som nr 533 under rubriken "Evighetshoppet"
- Frälsningsarméns sångbok 1990 som nr 682 under rubriken "Framtiden och hoppet"